# ReadManiac
ReadManiac — программа, предназначенная для чтения электронных книг на мобильных телефонах с поддержкой Java. Реализована в виде мастера, запускаемого на компьютере с операционной системой Windows, который в несколько этапов преобразует текстовый файл в Java-мидлет для установки в мобильный телефон. Для телефонов с доступом к файловой системе возможно также однократное создание мидлета, который затем сможет открывать файлы книг из памяти телефона.

## История
Программа была создана в 2003 году украинским разработчиком Романом Лутом. Изначально была ориентирована на телефоны Siemens, но позднее была добавлена поддержка и других марок. Была платной, однако в 2004 году, начиная с версии 1.4 стала распространяться бесплатно. В версии 1.6a реализована поддержка русского языка.

В 2006 году Лут прекращает выпуск новых версий, а в 2008 публикует исходные коды программы под лицензией GNU GPL. Последней становится версия 2.6, но, несмотря на это, программа остаётся популярной в течение нескольких лет после окончания разработки.

## Описание
При запуске программы открывается окно мастера, в котором за несколько шагов можно указать исходный файл книги, модель мобильного телефона и некоторые другие параметры, после чего будет создан мидлет, который затем необходимо отправить с компьютера на мобильный телефон при помощи соединительного кабеля или другим способом. Существует возможность создания «пустого» мидлета, не содержащего текста книги, который затем можно использовать, как самостоятельное приложение на телефоне. Приложение способно открывать файлы из файловой системы телефона, если такая возможность в телефоне предусмотрена, а также может осуществлять поиск книги в одной из нескольких популярных электронных библиотек, например, в Библиотеке Максима Мошкова, или скачать книгу из Интернета по произвольной ссылке. 

ReadManiac поддерживает форматы файлов txt, pdb, prc и tcr. Те же форматы поддерживаются в zip-архивах.